# Bistum Dourados
Das Bistum Dourados (lat.: Dioecesis Auratopolitanus) ist eine in Brasilien gelegene römisch-katholische Diözese mit Sitz in Dourados im Bundesstaat Mato Grosso do Sul.

## Geschichte
Das Bistum Dourados wurde am 15. Juni 1957 durch Papst Pius XII. aus Gebietsabtretungen des Bistums Corumbá errichtet. Es ist dem Erzbistum Campo Grande als Suffraganbistum unterstellt. Am 1. Juni 2011 gab das Bistum Dourados Teile seines Territoriums zur Gründung des Bistums Naviraí ab.

## Bischöfe von Dourados
- José de Aquino Pereira, 1958–1960, dann Bischof von Presidente Prudente
- Carlos Schmitt OFM, 1960–1970
- Theodard Leitz OFM, 1970–1990
- Albert Först OCarm, 1990–2001
- Redovino Rizzardo CS, 2001–2015
- Henrique Aparecido De Lima CSsR, seit 2015